# Elecciones generales de Liechtenstein de 2009
Las elecciones generales de Liechtenstein fueron realizadas el 8 de febrero de 2009 con el fin de renovar los 25 miembros del Landtag de Liechtenstein. A pesar de que las encuestas y los expertos pronosticaban pocos cambios, la Unión Patriótica (VU) obtuvo una amplia mayoría en el Landtag, mientras que el Partido Cívico Progresista (FBP) y la Lista Libre (FL) sufrieron una gran derrota electoral.

## Sistema electoral
Se utiliza un sistema electoral de listas abiertas, lo que provoca que el número de votos obtenido por los partidos sea superior al número de votantes.

## Resultados electorales
| Partido                    | Votos  | %    | Escaños | +/– |
| -------------------------- | ------ | ---- | ------- | --- |
| Unión Patriótica           | 95.219 | 47.6 | 13      | +3  |
| Partido Cívico Progresista | 86.951 | 43.5 | 11      | –1  |
| Lista Libre                | 17.835 | 8.9  | 1       | –2  |
| Votos en blanco/nulos      | 524    | –    | –       | –   |
| Total                      | 15.650 | 100  | 25      | 0   |
| Participación electoral    | 18.493 | 84.6 | –       | –   |
| Fuente: Nohlen & Stöver    |        |      |         |     |

### Oberland
| Partido                    | Escaños | +/- |
| -------------------------- | ------- | --- |
| Unión Patriótica           | 8       | +2  |
| Partido Cívico Progresista | 6       | -1  |
| Lista Libre                | 1       | -1  |

### Unterland
| Partido                    | Escaños | +/- |
| -------------------------- | ------- | --- |
| Unión Patriótica           | 5       | +1  |
| Partido Cívico Progresista | 5       | 0   |
| Lista Libre                | 0       | -1  |